# Borislaw Milanow
Borislaw Georgiew Milanow (bulgarisch Борислав Георгиев Миланов; * 1983 in Sofia; Pseudonym: B-OK) ist ein bulgarischer Songwriter und Musikproduzent. Er ist Gründer des internationalen Plattenlabels Symphonix. Als Komponist nahm er mehrfach am Eurovision Song Contest teil.

## Leben
Milanow wuchs in Bulgarien auf. 2018 heiratete er die Sängerin Tamara Gatschetschiladse, die Georgien beim ESC 2017 vertrat. Gemeinsam haben sie zwei Kinder und leben in Wien.

## Kompositionen beim Eurovision Song Contest
Milanow war als Musikproduzent bereits an zehn Teilnahmen am Eurovision Song Contest beteiligt, am häufigsten in seinem Heimatland Bulgarien. Mehr als die Hälfte seiner Kompositionen konnten die Top 10 erzielen. Bestes Ergebnis erreichte er mit Beautiful Mess von Kristian Kostov im Jahr 2017 für Bulgarien. Im Jahr 2018 gewann er für den Beitrag Bones den Marcel-Bezençon-Award als bester Komponist. Milanow war als Produzent am geplanten deutschen Beitrag Violent Thing für den ESC in Rotterdam von Ben Dolic beteiligt.
- 2011: Poli Genowa – Na inat (Bulgarien, 12. Platz im Halbfinale)
- 2016: Poli Genowa – If Love Was a Crime (Bulgarien, 4. Platz)
- 2017: Jana Burčeska – Dance Alone (Mazedonien, 15. Platz im Halbfinale)
- 2017: Tijana Bogićević – In Too Deep (Serbien, 11. Platz im Halbfinale)
- 2017: Kristian Kostow – Beautiful Mess (Bulgarien, 2. Platz)
- 2018: Cesár Sampson – Nobody But You (Österreich, 3. Platz)
- 2018: Equinox – Bones (Bulgarien, 14. Platz)
- 2019: Chingiz – Truth (Aserbaidschan, 8. Platz)
- 2019: Michela – Chameleon (Malta, 14. Platz)
- 2020: VICTORIA – Tears Getting Sober (Bulgarien)
- 2020: Ben Dolic – Violent Thing (Deutschland)
- 2020: Destiny Chukunyere – All of My Love (Malta)